# Pièce commémorative de 1 dollar américain pour le centenaire des Girl Scouts of the United States of America
La pièce commémorative de 1 dollar américain pour le centenaire des Girl Scouts of the United States of America est une pièce commémorative, non circulante, émise par la Monnaie des États-Unis en 2013 et frappée à la Monnaie de West Point.
Elle est autorisée par la loi publique 111-89 du 29 octobre 2009 qui demande au Secrétaire au Trésor de frapper des pièces pour commémorer le 100e anniversaire de la création des Girl Scouts of the United States of America. Les bénéfices tirés de la vente sont versés à Girl Scouts of the USA, qui met des fonds à disposition pour le développement et la mise en œuvre du programme des éclaireuses mais, vu que les ventes des dollars commémoratifs ne permettent de couvrir les coûts de production, elles ne reçoivent rien.

## Contexte
Juliette Gordon Low — également connue sous le surnom de Daisy — crée les Girl Scouts en 1912 dans sa ville natale de Savannah, en Géorgie. La première troupe est composée de 18 filles qui partageent toutes un sens de la curiosité et la conviction qu'elles peuvent faire n'importe quoi. À une époque où les femmes aux États-Unis n'ont pas encore le droit de vote et doivent se conformer à des normes sociales strictes, le fait d'encourager les filles à exploiter leurs forces uniques et à créer leurs propres opportunités change la donne.

## Législation
Le projet de loi H.R.621 est introduit à la Chambre par le représentant républicain de Géorgie, Jack Kingston, le 21 janvier 2009. Il demande au Secrétaire au Trésor la frappe de pièces commémoratives afin de célébrer le centenaire de la fondation des Girl Scouts of the United States of America par Juliette Gordon Low en 1912. Le projet est approuvé le 13 octobre 2009 et envoyé au Sénat le lendemain. Celui-ci l'approuve également, le 19 octobre et il est présenté au président Barack Obama le 22 octobre. Ce dernier le signe une semaine plus tard pour en faire la loi publique 111-86,.

## Dessin
Les dessins de la pièce sont dévoilés le 22 septembre 2012 lors de l'exposition du 100e anniversaire et du dîner sous les étoiles organisés par les Girl Scouts. L'honneur de dévoiler les dessins est revenu à Connie L. Lindsey, présidente nationale des États-Unis, et à Anna Maria Chávez, directrice générale.
L'avers du dollar en argent, conçu par Barbara Fox et gravé par Phebe Hemphill, présente trois filles d'âges différents pour représenter la diversité de l'organisation. Les inscriptions au-dessus comprennent COURAGE, CONFIDENCE (confiance) et CHARACTER (caractère), qui sont des éléments de l'énoncé de mission des girl scouts. D'autres inscriptions comprennent la date d'emission, 2013, IN GOD WE TRUST et LIBERTY. Le symbole du trèfle du 100e anniversaire apparaît également,.
Le revers de la pièce, créée par Chris Costello, du programme Artistic Infusion et gravée par Joseph Menna, représente le symbole classique du trèfle et des profils des girl scouts. Les inscriptions comprennent le pays émetteur UNITED STATES OF AMERICA, la devise latine E PLURIBUS UNUM, GIRL SCOUTS et la valeur faciale, ONE DOLLAR,.

## Production et vente
La loi qui autorise la frappe de la pièce permet une émission maximale de 350 000 exemplaires. La Monnaie de West Point frappe les deux finitions de la pièce, belle épreuve et brillant universel. Elle est disponible à la vente à partir du 28 février 2013 à un prix initial de 50,92 dollars pour la piece brillant universel et 54,95 dollars pour la belle épreuve. À partir du 29 mars ces prix passent à 55,95 et 59,95 dollars,.
Un total de 123 817 pièces est vendu dont 86 355 en format belle épreuve et 37 462 en qualité brillant universel, moins de la moitié de la frappe maixmale autorisée, malgré un bon début — 41,624 exemplaire écoulés pendant les cinq premiers jours.
Les bénéfices tirés de la vente sont versés à Girl Scouts of the USA, qui met des fonds à disposition pour le développement et la mise en œuvre du programme des éclaireuses. Néanmoins, elles ne recevront pas de surtaxe de la part de la Monnaie américaine car les ventes des dollars commémoratifs ne permettent de couvrir les coûts de production. C'est la première fois qu'une organisation bénéficiaire désignée dans la législation sur les pièces commémoratives n'est pas éligible pour recevoir des paiements de surcharge parce que les coûts du programme n'ont pas été récupérés.